# Piedras Negras (Mexiko)
Piedras Negras ist eine Stadt mit 150.178 Einwohnern (2010) und Sitz der gleichnamigen Gemeinde im Nordosten des mexikanischen Bundesstaates Coahuila.
Die Stadt liegt am Rio Grande (span. Río Bravo del Norte), der hier die Grenze zwischen Mexiko und den Vereinigten Staaten bildet, gegenüber von Eagle Pass, Texas. Die beiden Städte bilden eine binationale Metropolregion und sind über zwei Straßen- und eine Eisenbahnbrücke miteinander verbunden. Auf dem Territorium von Piedras Negras befindet sich auch ein internationaler Flughafen.
Piedras Negras ist Sitz eines katholischen Bischofs und besitzt eine Kathedrale, die zwischen 2002 und 2008 erbaut wurde.

## Geschichte
Die Stadt Piedras Negras wurde 1849 gegründet. Sie erhielt 1888 zu Ehren des mexikanischen Präsident Porfirio Díaz den Namen Ciudad Porfirio Díaz, wurde 1911 aber wieder zurückbenannt.
„Piedras Negras“ bedeutet auf Deutsch „Schwarze Felsen“. Der Name stammt von einem Kohlevorkommen in der Umgebung. Die Grube schloss aber nach einem Brand im Jahr 1905.
Am 4. April 2004 trat der Río Escondido (ein Nebenfluss des Rio Grande) über die Ufer und tötete ca. 80 Menschen. Am 24. April 2007 zog ein Tornado über die beiden Städte Piedras Negras und Eagle Pass. Als Folge waren in Piedras Negras drei, in Eagle Pass sieben Todesopfer, zahlreiche Verletzte und schwere Zerstörungen zu beklagen.

### Einwohnerentwicklung
| Einwohner                                                                                    | 31.665 | 48.408 | 46.698 | 80.290 | 116.148 | 128.130 | 143.915 |
| Quelle: INEGI. Cuaderno Estadistico Municipal de Piedras Negras 2003; für 2005: inegi.gob.mx |        |        |        |        |         |         |         |

## Sehenswürdigkeiten

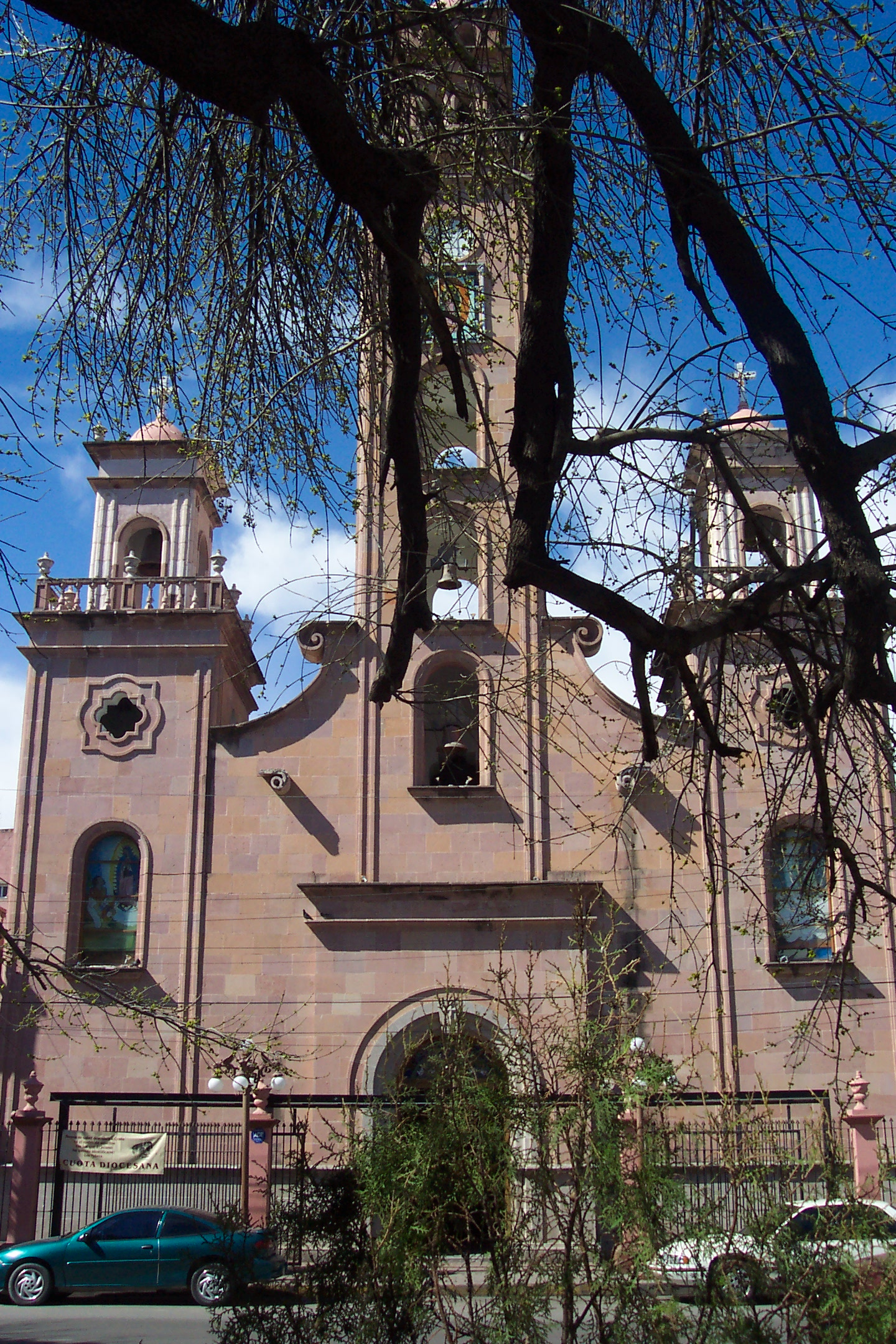
Kirche Virgen de Guadalupe

Hauptanziehungspunkte von Piedras Negras sind das Kulturhaus, die Ruinen der Mission San Bernardo und zahlreiche Museen.

## Städtepartnerschaften
- Die Stadt hat eine Städtepartnerschaft mit der Stadt Sandy im amerikanischen Bundesstaat Utah abgeschlossen.

## Persönlichkeiten
- Héctor Ruiz (* 1945), Mitglied des Aufsichtsrates des US-Chipherstellers Globalfoundries, ist in Piedras Negras geboren.
- Consuelo González Amezcua (1903–1975), Dichterin und Malerin, wurde in Piedras Negras geboren.